# Lacul Tătarilor
Lacul Tătarilor este o arie protejată de interes național ce corespunde categoriei a IV-a IUCN (rezervație naturală de tip faunistic), situată în județul Sibiu, pe teritoriul admonistrativ al comunei Arpașu de Jos.

## Localizare
Rezervația naturală aflată în partea sud estică a comunei Arpașu de Jos, la o distanță de 3 km, față de satul Arpașu de Sus, pe malul drept al râului Arpașu Mare, are o suprafață de 33 ha, și reprezintă o turbărie.

## Descriere
Rezervația naturală a fost declarată arie protejată prin Hotărârea de Guvern Nr.2151 din 30 noiembrie 2004, publicată în Monitorul Oficial al României, Nr.38 din 12 ianuarie 2005 (privind instituirea regimului de arie protejată pentru noi zone) și întinde pe o suprafață de 33 ha. în malul drept al râului Arpașul Mare.
Fauna este reprezentată de o gamă diversă de specii; dintre care unele protejate la nivel european sau aflate pe lista roșie a IUCN. 
Specii faunistice: tritonul cu creastă (Triturus cristatus), broasca țestoasă de baltă (Emys orbicularis) sau brotacul verde (Hyla arborea), o specie de broască ce trăiește pe plante.
Printre speciile floristice semnalate în arealul rezervației se află: mesteacănul arctic alb (Betula pubescens), plopul tremurător (Populus tremula), trifoiul de baltă (Menyanthes trifoliata), limbărița (Alisma plantago), bulbucul de baltă (Caltha palustris), roua cerului (Drosera rotundifolia), calcea calului (Caltha laeta) sau limbariță (Alisma plantago-aquatica).

## Galerie foto

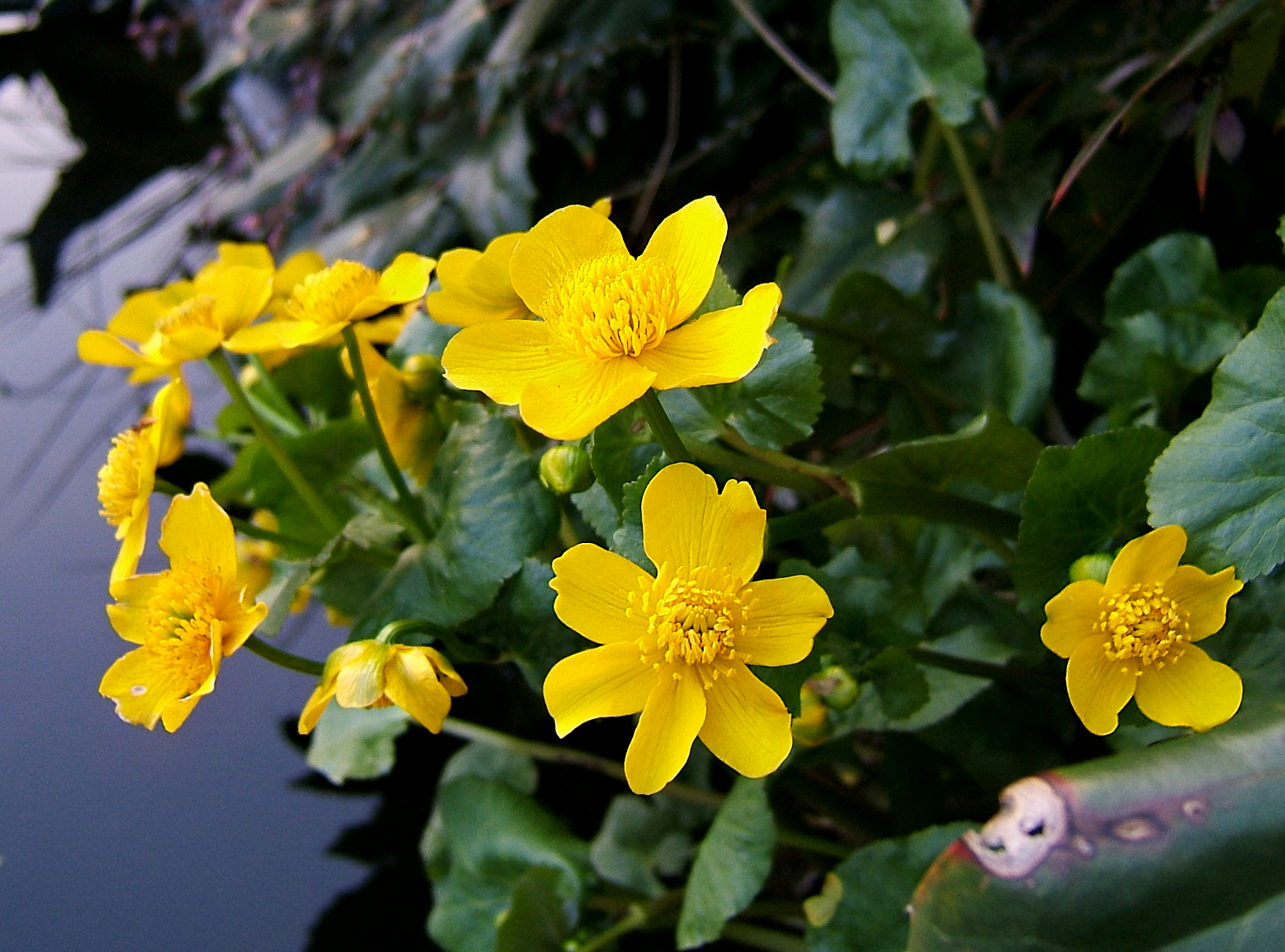
Bulbuci de baltă (Caltha palustris)
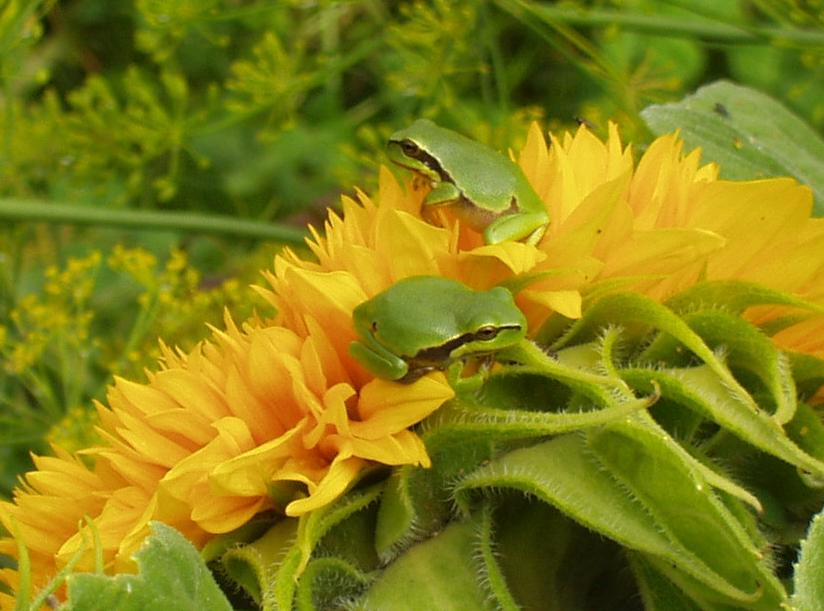
Brotacul verde (Hyla arborea)